# Albert Laroche
Albert Marie François Joseph Laroche (Lokeren, 28 april 1905 - Neuengamme, 10 juni 1945) was een Belgisch volksvertegenwoordiger.

## Levensloop
Albert Laroche promoveerde tot doctor in de rechten en vestigde zich als advocaat in Aarlen, waar hij ook gemeenteraadslid werd. Hij trouwde in 1934 met Marie Louise Renard en ze hadden vier kinderen.
Hij werd politiek actief binnen de katholieke partij, als vertegenwoordiger van de christelijke arbeidersbeweging. Hij voerde actie tegen Rex en werd als plaatsvervanger verkozen op de lijst voor de Kamer bij de wetgevende verkiezing in 1936.
Op 25 augustus 1944 werd hij, zoals een veertigtal inwoners van Aarlen, als gijzelaar gearresteerd en weggevoerd. Hij kwam om in het concentratiekamp Neuengamme.
Op 24 april 1945 werd hij automatisch katholiek volksvertegenwoordiger voor het arrondissement Namen, na het overlijden van Alphonse Materne. Hij wist dit zelf niet, aangezien hij toen in het concentratiekamp Neuengamme was opgesloten. Hij was dus niet in de mogelijkheid de grondwettelijke eed af te leggen en zes weken later overleed hij. Het mandaat werd toen opgenomen door Max Bourguignon.
Hij werd niettemin, uit piëteit, als volksvertegenwoordiger erkend en in de Kamer van volksvertegenwoordigers herdacht.
In Aarlen komt zijn naam voor op twee herdenkingsplaten: in het justitiepaleis en op het stadhuis.